# Cathédrale Saints-Étienne-et-Sixte de Halberstadt
La cathédrale Saints-Étienne-et-Sixte de Halberstadt est une cathédrale luthérienne située au centre historique de Halberstadt, dans le Land de Saxe-Anhalt en Allemagne. L'un des principaux monuments gothiques, elle est l'une des plus grandes constructions qui suivent un plan de cathédrale à la française en Allemagne. 
L'édifice est implanté dans un ensemble des constructions romanes, baroques, néo-gothiques et modernes au pied des monts du Harz. La vieille ville a subi de gros dégâts lors des bombardements stratégiques durant la Seconde Guerre mondiale.

## Histoire
Son orgue est construit par Nikolaus Faber en 1359-1361 puis est rénové en 1495 par Grégoire Kleng.